# Mark Kieswetter
Mark Kieswetter (* um 1970; † 21. April 2025) war ein amerikanischer Jazzmusiker (Piano, Keyboard, Komposition, Arrangement), der zuletzt in der Musikszene Torontos aktiv war.

## Wirken
Ursprünglich aus Indiana stammend, absolvierte Kieswetter zunächst ein Studium im Fach Klavier am College-Conservatory of Music Cincinnati. Er lebte in Michigan, Kalifornien und Ohio. Als Pianist trat Kieswetter ab den frühen 1990er-Jahren mit Jazzgrößen wie Zoot Sims, Jack Sheldon und James Moody auf. Ab 2004 wohnte er im kanadischen Toronto.
Mehrere Jahre war Kieswetter musikalischer Leiter des Jazzsängers Jon Hendricks und entwickelte mit ihm das Vokalensemble Vocalstraâ. Kieswetter wirkte außerdem an zahlreichen Aufnahmen mit, darunter an den für den Juno Award nominierten Alben von Emilie-Claire Barlow und Harry Manx. Außerdem fungierte er als musikalischer Leiter für Alben von Ilana Waldston, Whitney Ross-Barris und anderen.
Im Bereich des Jazz war er laut Tom Lord zwischen 1990 und 2017 an 29 Aufnahmesessions beteiligt, u. a. mit Ernie Krivda & The Fat Tuesday Big Band, Lara Solnicki, Denise Leslie, Joel Sheridan, John MacMurchy, Debbie Fleming, June Garber, zuletzt mit Ori Dagan (Nathaniel: A Tribute to Nat King Cole).
Im Dezember 2016 wurde bei Kieswetter ein neuroendokriner Tumor diagnostiziert. Dies bedeutete auch eine seltene Nebenwirkung namens zerebelläre Ataxie, die den Teil des Gehirns, der für Gleichgewicht, Motorik, Koordination und Sinneswahrnehmung zuständig ist, stark beeinträchtigt. In den folgenden Jahren arbeitete er noch als Pädagoge, Komponist und Arrangeur, musste  aber seine Karriere als aktiver Jazzmusiker aufgeben. Weiterhin wirkte er als Kirchenmusiker in der St. Philip’s Lutheran Church in Etobicoke.

## Diskographische Hinweise
- Mark Kieswetter; Ross MacIntyre: Green Edge Sky, Green Edge Sun (2011)